# Бернарди, Гвидо
Гвидо Бернарди (итал. Guido Bernardi, 21 сентября 1921, Понтенуре, Эмилия-Романья — 22 января 2002, Понтенуре, Эмилия-Романья) — итальянский шоссейный и трековый велогонщик. Серебряный призёр летних Олимпийских игр в Лондоне (1948). 

## Карьера
В 1948 году был включён в состав сборной Италии для участия на летних Олимпийских играх в Лондоне. На них выступил в командной гонке преследования на треке вместе с Рино Пуччи, Арнальдо Бенфенати и Ансельмо Читтерио. По её ходу они поочерёдно победили сборные Индии (первый раунд), Бельгии (1/4 финала) и Уругвая (1/2 финала). А в финале уступили сборной Франции, заняв в итоге второе место.
Позднее выступал в шоссейных гонках.

## Достижения

### Трек
1948
 Олимпийские игры — Командная гонка преследования (с Рино Пуччи, Арнальдо Бенфенати и Ансельмо Читтерио)

### Шоссе
1948
Джиро ди Апулия и Лукания
3-й в генеральной классификации
2-й и 4-й этапы
1949
Коппа Сан Гео
Trofeo Banfon
1950
Гран-при Черамисти
9-й на Трофео Баракки вместе с Бруно Понтиссо